# Tryphosella schneideri
Tryphosella schneideri är en kräftdjursart som först beskrevs av Knud Hensch Stephensen 1921.  Tryphosella schneideri ingår i släktet Tryphosella och familjen Lysianassidae. Inga underarter finns listade i Catalogue of Life.